# مذكرات عشيقة سابقة (مسلسل)
مذكرات عشيقة سابقة هو مسلسل تلفزيوني سوري لبناني، يروي قصة تفاعل وصراع الحب والنفوذ والقوة مع الخيانة والضعف ويتطرق إلى مواضيع مجتمعية هامة ومتنوعة.

## القصة
تدور الأحداث ما بين عابد الصراف المحامي الماهر الذي يتزوج من الممثلة المشهورة ديانا وينجب منها طفلته ويبدأ الصراع بين عابد وزوجته بعد تحول عابد إلى مستفيد من الحرب الأهلية السورية وانعكاس أعماله بشكل خطر على عائلته. على الجانب الآخر تقوم ديانا بخيانة زوجها مع كوافيرها الخاص باسل الذي يعرفها منذ زمن والذي يتشاجر بشكل مستمر مع زوجته سارة بسبب وجود العشيقة المفضلة على الزوجة الشرعية.
ومن جانب آخر في سوريا تفقد هنادي زوجها أيهم وهم في طريقهم إلى المشتفى عندما تقوم مجموعة مجهولة بخطفه وسرقة سيارته وتقوم برمي هنادي على قارعة الطريق وتبدأ هنادي رحلة بحثها عن زوجها ومساندة أختها هدى وابنتي اختها لمى وشام اللتين قام أبوهما بالسفر إلى ألمانيا للم شملهم لكنه لم يلبث أن تزوج قريبته وطلَّق أمهما هدى.
يتطرق المسلسل لظاهرة فتيات اضطررن لبيع أنفسهن للبقاء على قيد الحياة بسبب صعوبات الحياة فنجد فتون ووفاء اللتين يتحكم بهما ويضطهدهما نبيل ويقوم ببيعهما مقابل المال في كل ليلة.

## العرض
تم عرض المسلسل في 17 أبريل 2017 على قناة أو إس إن بشكل حصري وتمت إعادة عرضه في 31 أيار/مايو في موسم رمضان 2018 على قناة الجديد وتمت إعادة عرضه من جديد على قناة LBC وروتانا دراما في 24 أبريل في موسم رمضان 2020.
شارتي البداية والنهاية من غناء الفنان مروان خوري وكلماته وألحانه.

## طاقم التمثيل
| فريق التمثيل | فريق التمثيل | فريق التمثيل   |
| الممثل       | البلد        | الدور          |
| ------------ | ------------ | -------------- |
| باسم ياخور   | سوريا        | المحامي عابد   |
| نيكول سابا   | لبنان        | الممثلة ديانا  |
| كاريس بشار   | سوريا        | هنادي          |
| طوني عيسى    | لبنان        | باسل           |
| شكران مرتجى  | سوريا        | هدى            |
| سعد مينة     | سوريا        | نبيل           |
| زينة مكي     | لبنان        | سارة           |
| جوي خوري     | لبنان        | فتون           |
| ليا مباردي   | سوريا        | لمى            |
| سحر فوزي     | سوريا        | غيداء          |
| خالد القيش   | سوريا        | طيف            |
| روبين عيسى   | سوريا        | وفاء           |
| يوسف حداد    | لبنان        | أيمن           |
| علاء الزعبي  | سوريا        | أيهم           |
| علاء قاسم    | سوريا        | إياد           |
| مي صايغ      | لبنان        | حنين           |
| ضحى الدبس    | سوريا        | هيام (أم عابد) |
| محمد حداقي   | سوريا        | كمال           |

## الجوائز
- حصول على درع الإبداع وجائزة أفضل مسلسل عربي مشترك في مهرجان مونديال القاهرة للأعمال الفنية 2017.
- تم ترشيح خمسة من نجومه لجوائز «الموركس دور» لعام 2017 بنسخته الـ18 عن أدوارهم في هذا العمل.
- رُشح الممثل باسم ياخور لجائزة أفضل ممثل عربي.
- رُشحت الممثلتان شكران مرتجى وكاريس بشار لجائزة أفضل ممثلة عربية.
- رُشحت الفنانة اللبنانية نيكول سابا لجائزة أفضل ممثلة لبنانية.
- رشحت الممثلة اللبنانية جوي خوري لجائزة أفضل ممثلة لبنانية بدور مساند.[2]

## روابط خارجية
- مذكرات عشيقة سابقة على موقع قاعدة بيانات الأفلام العربية